# Giovanni Benedetto Platti
Giovanni Benedetto Platti (Padua, waarschijnlijk op 9 juli 1697 – Würzburg, 11 januari 1763) was een Italiaans componist.

## Leven
Er is weinig bekend van Platti's leven voor hij in 1722 naar Würzburg reisde. In zijn kinderjaren verbleef hij in Venetië, waar zijn vader Carlo violist was aan de San Marco basiliek. We weten niet met zekerheid wie zijn mentor was, maar het is waarschijnlijk dat hij zijn muzikale opleiding in Venetië gekregen heeft van Francesco Gasparini, Vivaldi, Antonio Lotti en Tomaso Albinoni. Giovanni was lid van het gilde van de musici (Arte di Sonadori).
Johann Philipp Franz von Schönborn, Prins-bisschop van Bamberg en Würzburg, nam in 1722 Platti en 6 andere Italiaanse musici aan. Platti was aangesteld als hobovirtuoos en violist aan het hof. Uit een lijst van hofmuzikanten uit 1730 blijkt dat de "virtuoos Platti" de bestbetaalde musicus aan het hof was. Later werd hij ook verantwoordelijk voor de opleiding van andere musici aan het hof, onder andere Johanna Wolf en de castraat Busch. Verder blijkt uit een nota van 1757 dat hij ook instructies gaf aan twee militaire muziekkapellen die aan het hof verbleven. Platti bleef in Würzburg tot aan zijn dood in 1763.
In 1723 huwde Platti met de sopraan Maria Theresia Lambrucker. Zijn vrouw baarde hem minstens tien kinderen. Zij stierf in 1752.

## Werk
Als componist is Platti voornamelijk bekend om zijn 28 celloconcerten, verschillende andere stukken voor cello, klavecimbelsonates en kerkmuziek.

## Composities (uittreksel)
- Mis in F
- Stabat Mater Dolorosa
- Concerti grossi, geïnspireerd op op. 5 van Arcangelo Corelli
- Concerto in G voor piano, hobo en strijkorkest
- 6 sonates voor fluit op. 3
- 6 sonates voor klavecimbel op. 4
- Sonata in A voor fluit en piano
- Trio sonata in G voor traverso, viool en basso continuo
- Trio sonata voor hobo, fagot en basso continuo